# 国达路
国达路是中華人民共和國上海市杨浦区一條南北走向道路，道路北起邯鄲路，南至政修路，全长340米，宽8米至12米，车行道宽6米。道路於中華民国29年（1940年）修建，當時名為协仪路西一街。中華民国35年（1946年）改名為国清路。1980年因為道路在普通話裡面与国庆路發音幾乎相同，於是改名為國達路。